# Сен-Мало (крепость)
Сен-Мало (фр. Château de Saint-Malo) — крепость в городе Сен-Мало, в регионе Бретань, Франция. Замок был построен герцогами Бретани, чтобы обеспечить контроль над своенравными жителями города Сен-Мало, который был важнейшим портом в их владениях. В июле 1886 года крепость была включена в список исторических памятников Франции.

## История

### Ранняя история

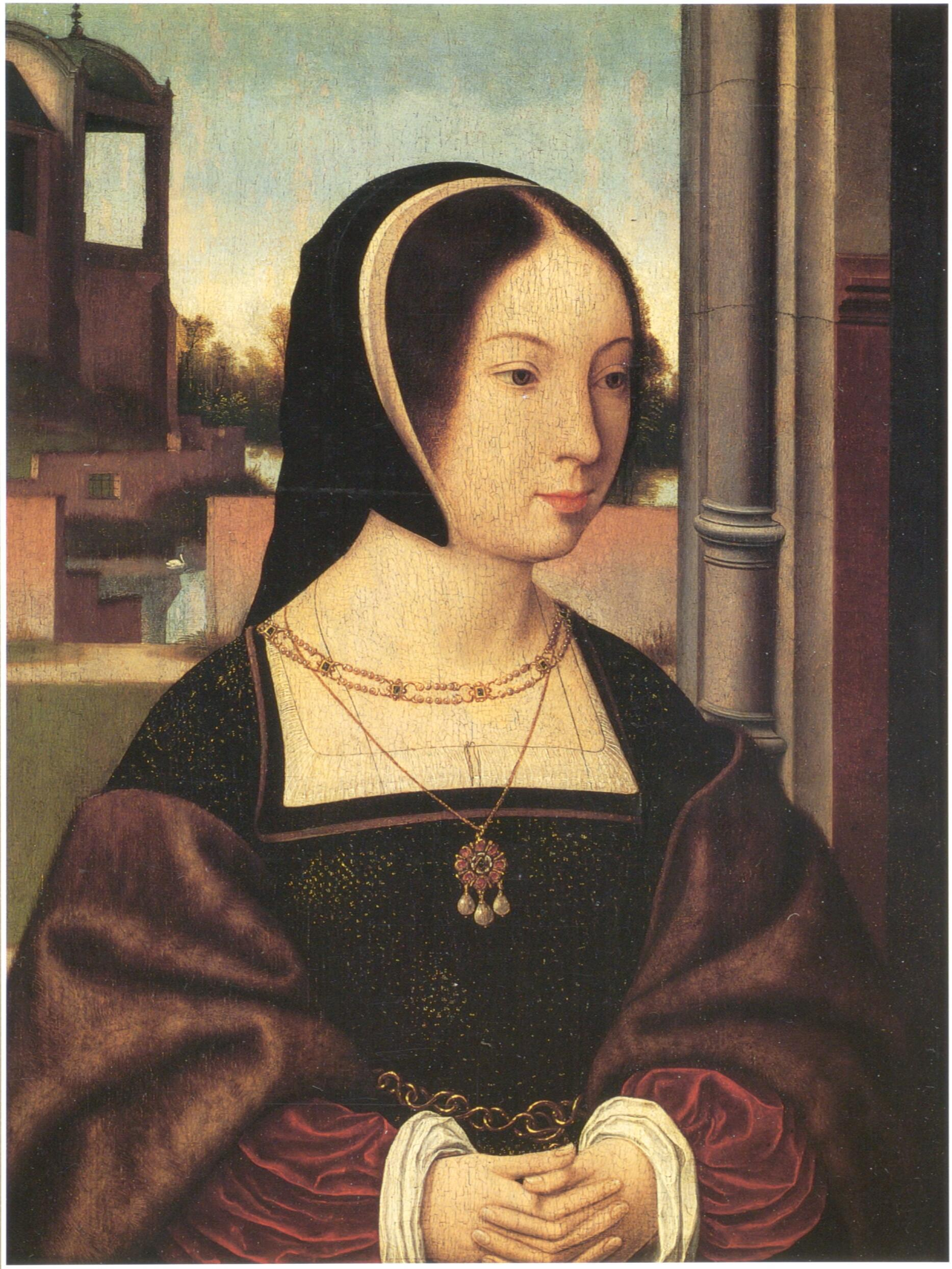
Анна Бретонская

Укрепления на полуострове, в восточной части которого находится город Сен-Мало, существовали ещё в древние времена. В VI веке здесь поселились монахи. А в начале XIV века стал быстро развиваться и богатеть портовый город. В 1395 году герцог Бретонский передал контроль над столь важным в стратегическом отношении местом королю Франции. В 1415 году король Карл VI вернул замок герцогу Жану VI Мудрому, герцогу Бретани (и своему зятю). Вскоре после этого, в 1424 году, с мощного донжона (главной башни) началось строительство полноценной крепости на перешейке между городом и континентом. В то время это был единственный путь в важный портовый город по суше. Из-за размера и неприступности донжона его прозвали Гран-донжон.
Крепость была построена на части фундамента прежней цитадели Сен-Мало XIV века (по сравнению в новостроем её стали именовать Маленькая крепость. От неё остался только один фрагмент оборонительной стены. Проект новой крепости отличался оригинальностью. Главное здание с двумя мощными башнями имело форму подковы и было чётко отдельно от внешних фортификационных сооружений, созданных в том месте, где была возможна атака города с суши.
В 1475 году герцог Бретани Франциск II построил башню Ла-Женераль, которая хоть и была ниже Гран-Донжона, но оказалась значительно массивней. В период с 1498 по 1501 год была построена ещё одна крупная башня, которая получила название Куик-ан-Гройн (Quic-en-Groigne). Эти слова можно перевести как «вопреки вашему мнению». Дело в том, что, по легенде, башню велела построить королева Анна Бретонская. Но горожане пытались возражать, потому что на них возложили значительную часть расходов. Но башню всё равно построили, а королева придумала для неё название и велела высечь его на наружной стене. В годы Великой Французской революции якобинцы уничтожили эту надпись. 
В последующие годы были построены ещё две башни: Дамская и Мельничная. Благодаря размещённым на них пушкам они могли обеспечить эффективный артиллерийский огонь по штурмующим.

### Новое время
В 1590 году замок был взят штурмом жителями Сен-Мало, которые хотели помешать губернатору впустить в город протестантов, сторонников короля Генриха IV. Горожане Сен-Мало считали себя убеждёнными католиками. Во время беспорядков губернатор был убит. 
В XVII веке был построен крупный внешний бастион для дополнительной защиты. 
Во время правления Людовика XIV фортификатор Себастьен Вобан велел в 1690 году парижскому инженеру Жану-Симеону Гаранжо перестроить наружные стены и верхние части башен так, чтобы сделать возможным размещение на них артиллерийских орудий. Сам Вобан придумал редкую для внешнего бастиона вытянутую вперёд форму. Благодаря этому бастион стал напоминать нос корабля (его иногда так и называют — корабельный нос). В ту же эпоху вдоль северного и восточного крыльев крепости появились два новых здания. Здесь разместили казармы для солдат гарнизона.
В 1765 году Людовик XV заключил в крепости генерального прокурора парламента Бретани Ла Шалотэ.
В 1792 году во время Великой французской революции замок, в котором находился королевский гарнизон, был взят штурмом войсками якобинцев. В годы революции была снесена стена, соединявшая башни Куик-ан-Гройн и Ла-Женераль.

### XIX—XX века

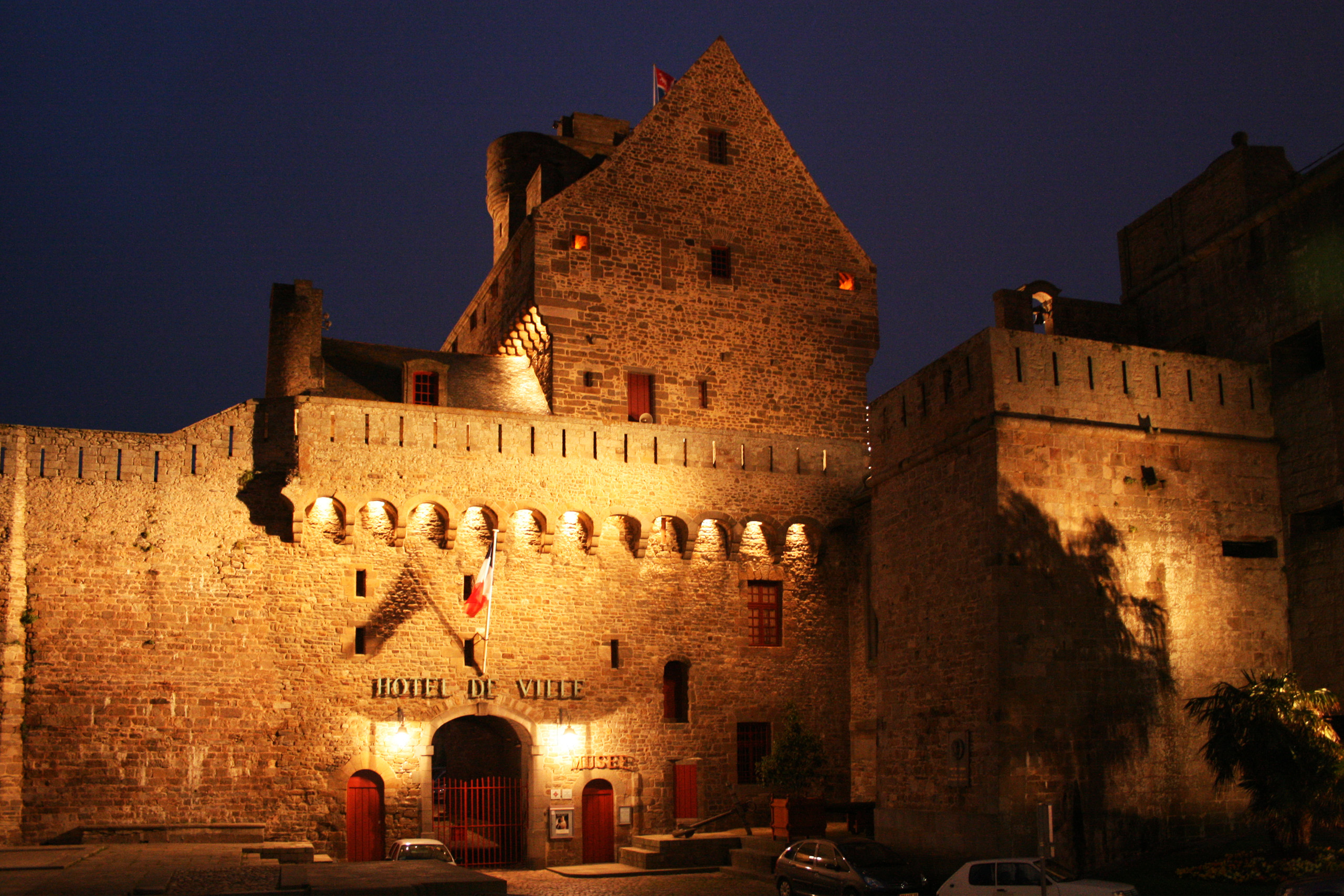
Ночная подсветка крепости

В XIX веке крепость была превращена в место размещения крупного воинского контингента. Воинский гарнизон оставался в Сен-Мало до 1921 года. Затем военные покинули старинные укрепления. И вскоре комплекс приобрели муниципальные власти. В части зданий бывшей крепости с 1927 года разместились мэрия и музей. Кроме того здесь обустроили гостиницу. 
Во время Второй мировой войны в 1944 году во время боёв за освобождение Франции сооружения крепости Сен-Мало получили серьёзные повреждения. Но в последующем стены, башни и здания были полностью восстановлены.

## Описание
Многие здания и фортификационные сооружения крепости остались неизменными с XVIII века. Это делает комплекс особенно ценным. Внутренний двор ограничен с севера и востока корпусами казарм. 
В здании мэрии сохранились залы XVII века с резьбой по дереву. Ранее эти помещения были предназначены для приёма важных гостей, а позднее здесь размещалась гостиница. Главный внешний бастион образует оригинальный двор треугольной формы. 

## Современное использование
В настоящее время в зданиях старых казарм находится городская ратуша и муниципальные службы. В главной башне и просторных подземных казематах находится музей истории города Сен-Мало. Кроме того здесь находится респектабельный отель.

## Галерея

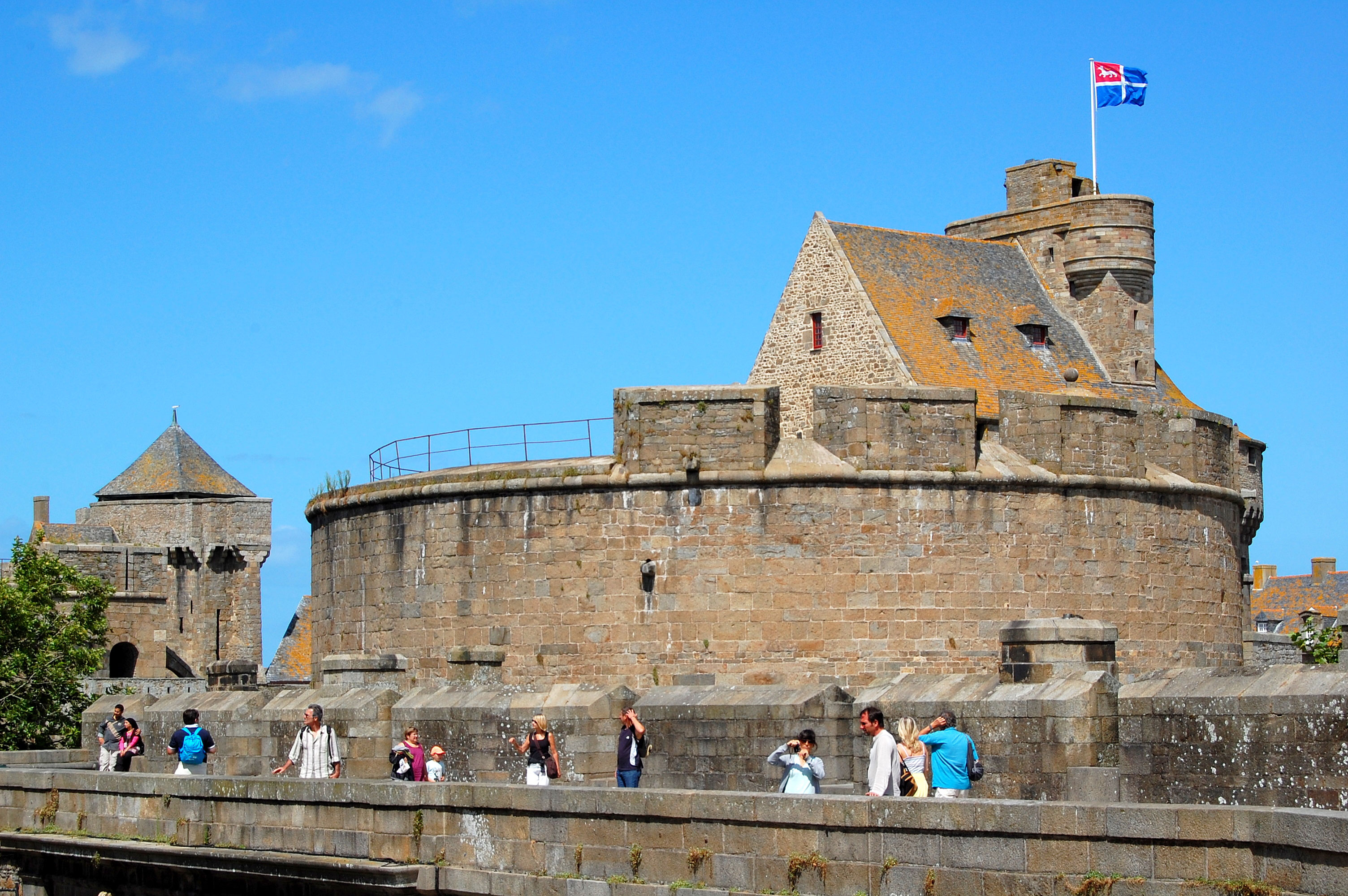
Башня Куик-ан-Гройн
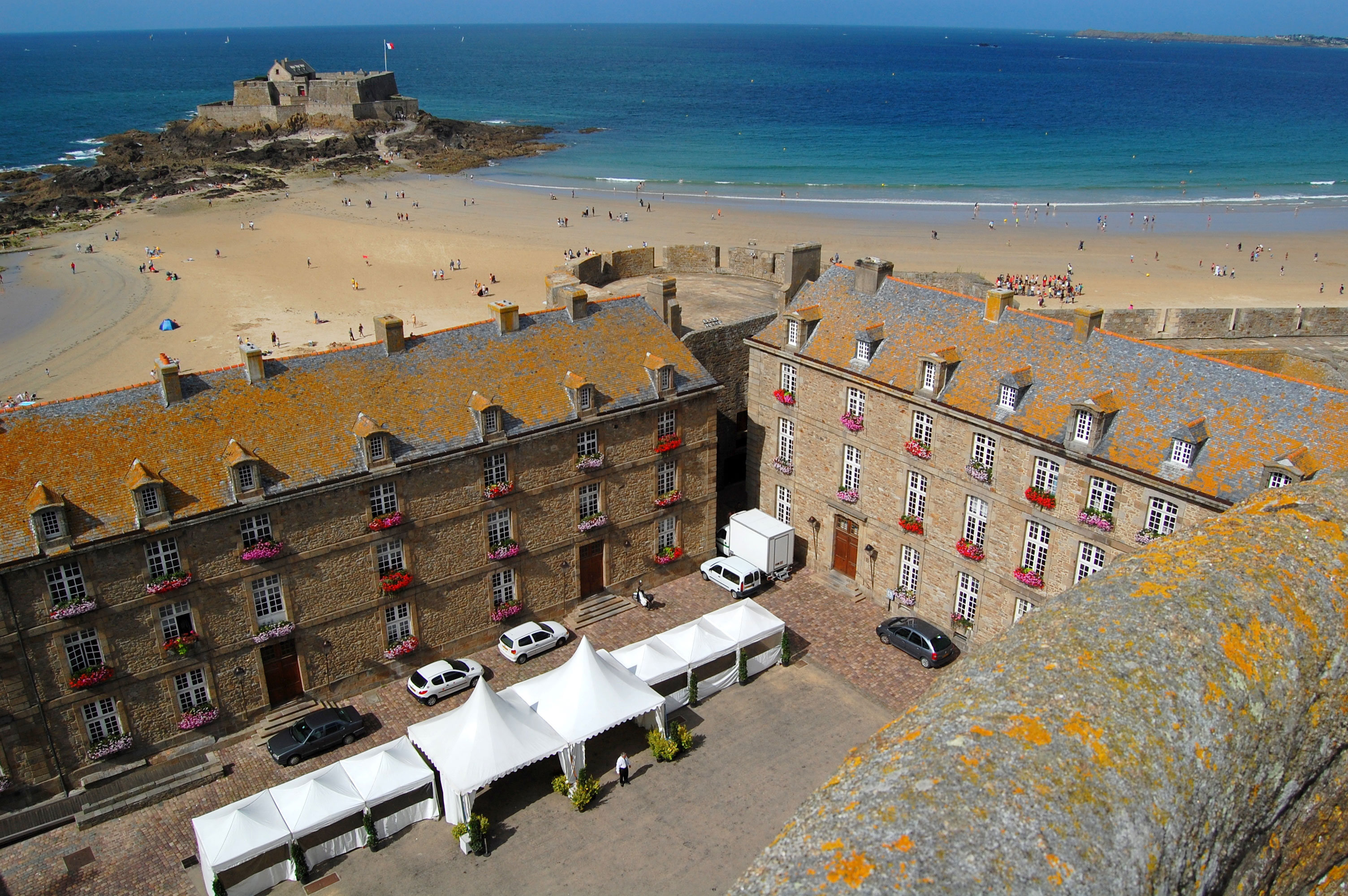
Бывшие здания казарм, где ныне размещается мэрия
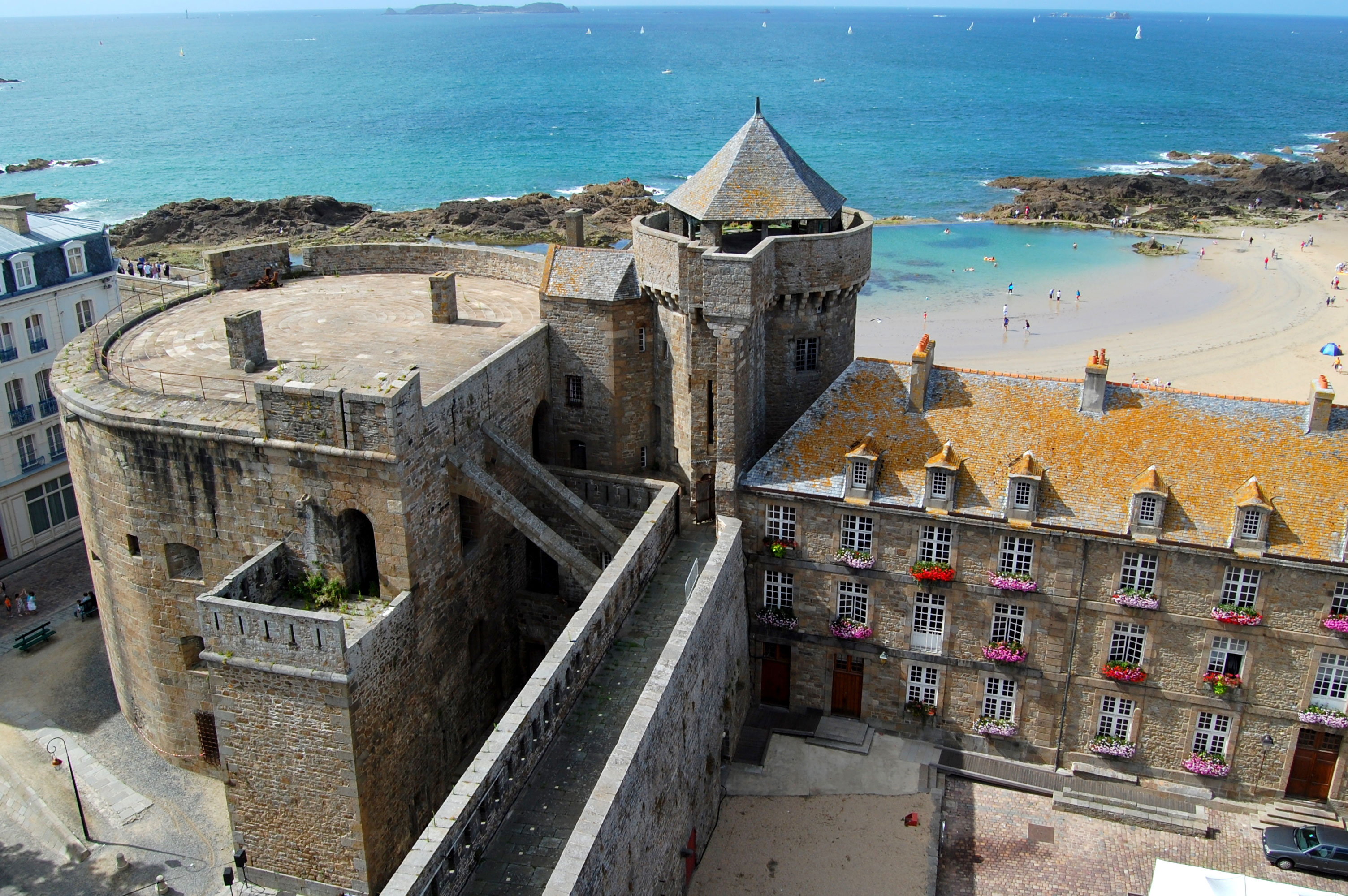
Вид на башню Куик-ан-Гройн с башни Гран-Донжон
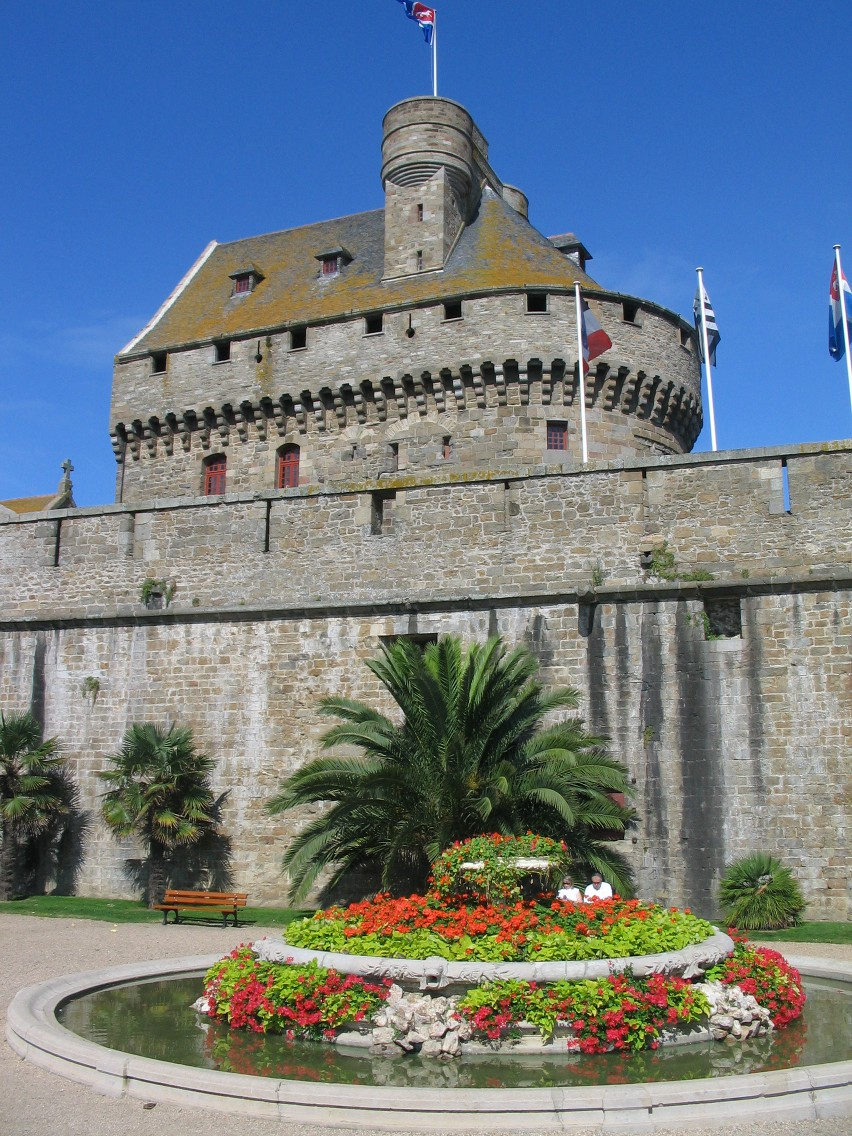
Башня Гран-Донжон
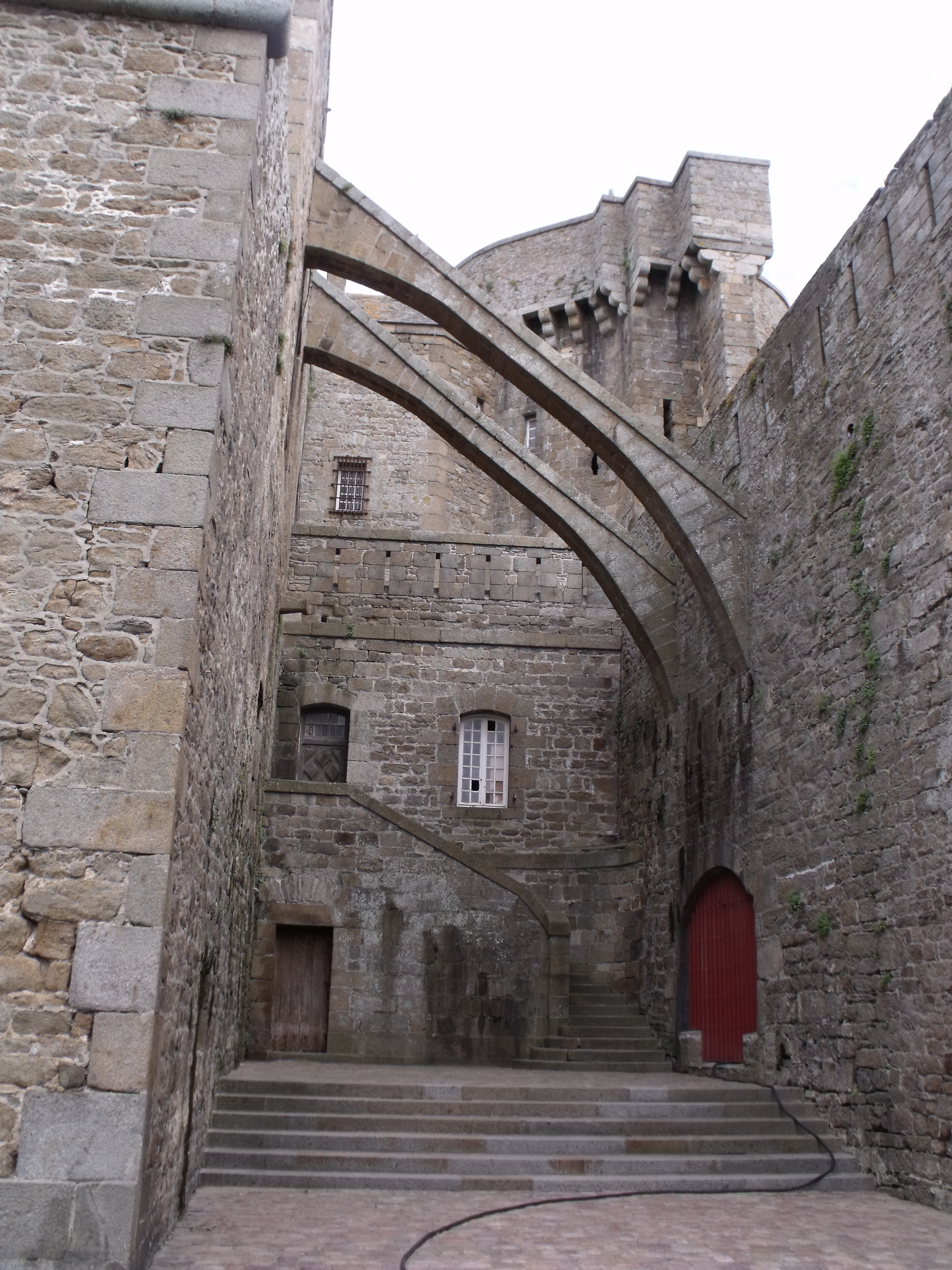
Внутренний двор крепости